# ジャイルトン・アウメイダ
ジャイルトン・アウメイダ（Jailton Almeida、1991年6月28日 - ）は、ブラジルの男性総合格闘家。バイーア州サルヴァドール出身。LGシステム所属。UFC世界ヘビー級ランキング5位。

## 来歴
6歳からボクシング、11歳からブラジリアン柔術を始めた。その後、柔術のトレーニングパートナーの影響で総合格闘技を始め、2012年にプロ総合格闘技デビュー。
2021年9月14日、Dana White's Contender Series 39でナスルディン・ナスルディノフと対戦し、リアネイキドチョークで2R一本勝ちを収め、UFCとの契約権を獲得した。

### UFC
2022年2月5日、UFC初参戦となったUFC Fight Night: Hermansson vs. Stricklandでダニーロ・マルケスと対戦し、パウンドで1RTKO勝ち。
2022年5月21日、ヘビー級復帰戦となったUFC Fight Night: Holm vs. Vieiraでパーカー・ポーターと対戦し、リアネイキドチョークで1R一本勝ち。
2022年9月10日、UFC 279でアントン・トゥルカリと対戦し、リアネイキドチョークで1R一本勝ち。パフォーマンス・オブ・ザ・ナイトを受賞した。
2023年1月21日、UFC 283でヘビー級ランキング15位のシャミル・アブドゥラヒモフと対戦し、パウンドで2RTKO勝ち。2試合連続のパフォーマンス・オブ・ザ・ナイトを受賞した。
2023年5月13日、UFC on ABC: Rozenstruik vs. Almeidaでヘビー級ランキング9位のジャルジーニョ・ホーゼンストライクと対戦し、リアネイキドチョークで1R一本勝ち。3試合連続のパフォーマンス・オブ・ザ・ナイトを受賞した。
2023年11月4日、UFC Fight Night: Almeida vs. Lewisでヘビー級ランキング10位のデリック・ルイスと対戦し、グラウンドで終始圧倒して3-0の5R判定勝ち。当初はヘビー級ランキング5位のカーティス・ブレイズと対戦予定であったが、ブレイズの欠場によりルイスとの対戦に変更された。なお、この試合でUFCヘビー級新記録となる1試合における最長コントロールタイム「21分10秒」を記録し、全体では歴代4位の記録となった。
2024年3月9日、UFC 299でヘビー級ランキング5位のカーティス・ブレイズと対戦。1Rをテイクダウンとグラウンドの攻防で圧倒するも、2Rにタックルを仕掛けた際に側頭部への鉄槌を効かされパウンドで逆転のTKO負け。UFC初黒星となった。
2024年6月1日、UFC 302でヘビー級ランキング13位のアレクサンドル・ロマノフと対戦し、リアネイキドチョークで1R一本勝ち。
2025年1月18日、UFC 311でヘビー級ランキング7位のセルゲイ・スピバックと対戦し、パウンドで1RTKO勝ち。パフォーマンス・オブ・ザ・ナイトを受賞した。

## 戦績
| 総合格闘技 戦績 | 総合格闘技 戦績 | 総合格闘技 戦績 | 総合格闘技 戦績 | 総合格闘技 戦績 | 総合格闘技 戦績 | 総合格闘技 戦績 |
| --------------- | --------------- | --------------- | --------------- | --------------- | --------------- | --------------- |
| 25 試合         | (T)KO           | 一本            | 判定            | その他          | 引き分け        | 無効試合        |
| 22 勝           | 8               | 13              | 1               | 0               | 0               | 0               |
| 3 敗            | 2               | 0               | 1               | 0               | 0               | 0               |

| 勝敗 | 対戦相手                                           | 試合結果                                   | 大会名                                                         | 開催年月日     |
|      | アレキサンダー・ヴォルコフ                         |                                            | UFC 321: Aspinall vs. Gane                                     | 2025年10月25日 |
| ○    | セルゲイ・スピバック                               | 1R 4:53 TKO（パウンド）                    | UFC 311: Makhachev vs. Moicano                                 | 2025年1月18日  |
| ○    | アレクサンドル・ロマノフ                           | 1R 2:27 リアネイキドチョーク               | UFC 302: Makhachev vs. Poirier                                 | 2024年6月1日   |
| ×    | カーティス・ブレイズ                               | 2R 0:36 TKO（側頭部への鉄槌連打→パウンド） | UFC 299: O'Malley vs. Vera 2                                   | 2024年3月9日   |
| ○    | デリック・ルイス                                   | 5分5R終了 判定3-0                          | UFC Fight Night: Almeida vs. Lewis                             | 2023年11月4日  |
| ○    | ジャルジーニョ・ホーゼンストライク                 | 1R 3:43 リアネイキドチョーク               | UFC on ABC: Rozenstruik vs. Almeida                            | 2023年5月13日  |
| ○    | シャミル・アブドゥラヒモフ                         | 2R 2:56 TKO（パウンド）                    | UFC 283: Teixeira vs. Hill                                     | 2023年1月21日  |
| ○    | アントン・トゥルカリ                               | 1R 4:27 リアネイキドチョーク               | UFC 279: Diaz vs. Ferguson                                     | 2022年9月10日  |
| ○    | パーカー・ポーター                                 | 1R 4:35 リアネイキドチョーク               | UFC Fight Night: Holm vs. Vieira                               | 2022年5月21日  |
| ○    | ダニーロ・マルケス                                 | 1R 2:57 TKO（パウンド）                    | UFC Fight Night: Hermansson vs. Strickland                     | 2022年2月5日   |
| ○    | ナスルディン・ナスルディノフ                       | 2R 1:49 リアネイキドチョーク               | Dana White's Contender Series 39                               | 2021年9月14日  |
| ○    | エドヴァウド・ジ・オリベイラ                       | 1R 3:40 リアネイキドチョーク               | Thunder Fight 24 【Thunder Fightライトヘビー級タイトルマッチ】 | 2021年2月21日  |
| ○    | イウデマール・アルカンタラ                         | 1R 4:49 肩固め                             | Thunder Fight 23                                               | 2020年10月11日 |
| ○    | レオナルド・アルジェミロ・ヴァスコンセロス・コレア | 1R 1:58 TKO（パンチ連打）                  | Future FC 11                                                   | 2020年1月17日  |
| ○    | エドナウド・オリベイラ                             | 2R 1:51 肩固め                             | Fight On MMA 6 【FOMライトヘビー級王座決定戦】                 | 2019年7月13日  |
| ○    | リアン・タバレス                                   | 1R 2:34 TKO（パンチ連打）                  | Imperium MMA Pro 14                                            | 2019年3月16日  |
| ○    | イタロ・ナシメント                                 | 1R 2:05 KO（パンチ連打）                   | Premier Fight League 20                                        | 2019年2月23日  |
| ○    | ダグラス・ガルシア                                 | 1R 2:30 リアネイキドチョーク               | JF Fight Evolution 19                                          | 2018年10月20日 |
| ○    | デビッド・アラン                                   | 1R 1:26 TKO（パンチ連打）                  | Fight On: Solidário                                            | 2018年7月21日  |
| ×    | ブルーノ・アシス                                   | 5分3R終了 判定0-3                          | Shooto Brazil 80                                               | 2018年1月28日  |
| ○    | アンデルソン・オリベイラ・ド・ナシメント           | 1R 4:16 リアネイキドチョーク               | Fight On MMA 5                                                 | 2017年9月23日  |
| ×    | ティアゴ・モレイラ                                 | 1R 0:16 KO（パンチ）                       | Katana Fight 3                                                 | 2017年8月5日   |
| ○    | ファグネル・ラクシャウ                             | 2R 1:15 TKO（パンチ連打）                  | Fight On MMA 4                                                 | 2017年4月1日   |
| ○    | ホベルト・ビスポ・シウバ                           | 2R 1:30 リアネイキドチョーク               | Cross Fighting Championship 2                                  | 2016年1月16日  |
| ○    | レオナルド・アウベス                               | 1R 0:49 リアネイキドチョーク               | Conquista Kombat Championship                                  | 2012年11月17日 |
| ○    | ディエゴ・ヘイス                                   | 1R リアネイキドチョーク                    | Nocaute MMA Fight 2                                            | 2012年9月29日  |

## 獲得タイトル
- Thunder Fightライトヘビー級王座（2021年）
- FOMライトヘビー級王座（2019年）

## 表彰
- UFC パフォーマンス・オブ・ザ・ナイト (4回)